# Neige

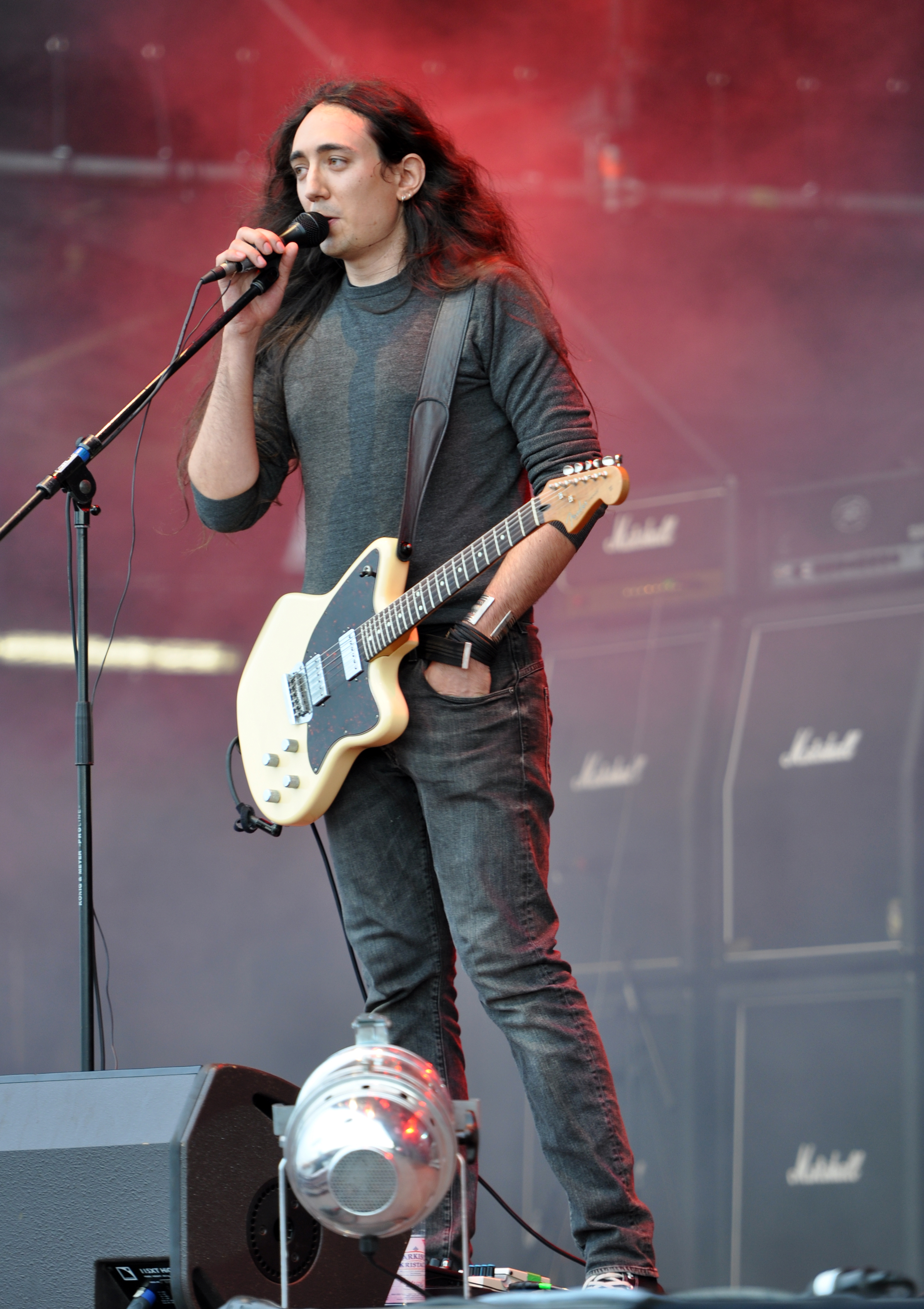
Stéphane Paut, alias Neige, bij een optreden van Alcest in 2013.

Stéphane Paut (16 april 1985), beter bekend onder zijn artiestennaam Neige, is een componist, zanger, multi-instrumentalist en muziekproducent uit Frankrijk. Hij is voornamelijk bekend als oprichter van Amesoeurs en Alcest.

## Carrière
Neige vergaarde de eerste bekendheid als drummer en (bas)gitarist van de band Peste Noire. Hij was actief bij Peste Noire in de periode van 2001 tot 2008. In deze periode begon Neige ook met Amesoeurs en Alcest. De mix van shoegaze en metalinvloeden in Alcest's eerste ep en album konden op veel belangstelling rekenen, waarna Neige zich in 2009 terugtrok uit Amesoeurs om zich volledig op Alcest te richten. Door zijn werk in Amesoeurs en Alcest wordt Neige beschouwd als een van de pioniers in het genre blackgaze.
- Gemeinsame Normdatei: 1034750488
- International Standard Name Identifier: 0000 0003 7294 8899
- MusicBrainz: 27df1085-aeff-4cf2-bc53-1d2c8fc36e33
- Virtual International Authority File: 1152138539610981897